# Erik Wilén
Erik Wilén   (Hèlsinki, 15 de juliol de 1898 - Hèlsinki, 23 de juliol de 1982) va ser un atleta finlandès, especialista en curses de tanques, que va competir durant la dècada de 1920.
Durant la seva carrera esportiva va prendre part en tres edicions dels Jocs Olímpics: el 1920, 1924 i 1928. En aquests Jocs disputà les proves dels 400 metres llisos i 400 metres tanques i el seu major èxit fou la medalla de plata als Jocs de 1924 de París en els 400 metres tanques del programa d'atletisme.
En el seu palmarès també destaca el campionat de l'AUU de les 440 iardes tanques de 1923 i de 120 iardes tanques de 1924. El maig de 1924 va establir un nou rècord de les 440 iardes tanques amb un temps de 52.1", però la marca no fou reconeguda oficialment.

## Millors marques
- 400 metres llisos. 49.0" (1923)
- 400 metres tanques. 53.6" (1924)[1][2]